# Amyna paradoxa
Amyna paradoxa là một loài bướm đêm trong họ Noctuidae.